# Agnaptos
Agnaptos (grec ancien : Ἀγνάπτος), ou Agnaptus, est un architecte grec mentionné par Pausanias comme étant le constructeur d'une stoa, ou portique,  à Olympie, connu comme le « portique d'Agnaptos »,. 
Sa biographie est incertaine. 